# Бабаев, Руслан Сейланович
Руслан Сейланович Бабаев (род. 11 ноября 1965, Куйбышев, Куйбышевская область, РСФСР, СССР) — российский серийный убийца, бандит и мошенник. Весной 2007 года убил семью из пяти человек с целью завладения имуществом.

## Биография

### Ранние годы
Руслан Бабаев родился 11 ноября 1965 года в Куйбышеве. Рос без отца. Детские и юношеские годы провёл в социально благополучной обстановке. Воспитанием единственного ребёнка занимались мать и отчим, которые вели законопослушный образ жизни и не имели вредных привычек, отрицательно влияющих на благосостояние семьи. В детстве отличался избалованностью, так как родители удовлетворяли каждую его прихоть, что могло привести к формированию у него комплекса безнаказанности. О семье, карьере и в целом жизни Бабаева в юношеские годы известно мало. До 2000 года он не подвергался уголовной ответственности и не был замечен в проявлении девиантного поведения по отношению к окружающим, характеризовался скорее положительно. Был неплохим психологом, благодаря чему имел успехи в отношениях с женским полом, обладал даром убеждения. Уже во взрослом возрасте начал проявлять интерес и восхищаться деструктивными личностями, в частности, на него повлияла история советского налётчика Сергея Мадуева. 

### Бандитизм
В конце 1980-х после выхода закона «О кооперации» и расцвета кооперативного движения, крышевание и рэкет которого приносило большие доходы, Бабаев начал криминальную деятельность в Самаре. В 1995 году он вступил в одну из местных ОПГ под руководительством сотрудника силовых структур Виталия Кузнецова. На протяжении двух лет банда, получившая прозвище «шубники», промышляла разбойными нападениями на предпринимателей. В некоторых эпизодах нападения закончились убийствами. В основном жертвами бандитов становились челноки и торговцы спиртным, а также автоводители, которых они останавливали на трассе и грабили. В феврале 1997 года правоохранительным органам удалось выйти на след преступников, и Бабаев с остальными членами банды были поочередно арестованы. По итогам следствия Бабаеву было предъявлено обвинение в соучастии в убийстве супругов Павловых в январе 1997 года, сопряжённом с разбоем. В тот день Павловы возвращались домой с рынка с большой партией купленных ими шуб, когда их на дороге под предлогом проверки документов остановили Бабаев и член банды Юрий Эфендиев, переодетые в милицейскую форму, после чего Эфендиев убил их, и они с Бабаевым похитили деньги и вещи. В 1999 году уголовное дело было передано в суд. 3 июля 2000 года Самарским областным судом Бабаев был осуждён и приговорён к 14 годам лишения свободы за бандитизм (впоследствии срок сократили до 13,5 лет), ещё 8 членов банды получили разные сроки от 7 до 15 лет. Истинный масштаб преступлений Бабаева в рамках банды Кузнецова установить не удалось, однако, по версии следствия, помимо убийства Павловых он был причастен к покушению на убийство бизнесмена Лесова 20 октября 1996 года, которому нанесли несколько ножевых ранений и отобрали автомобиль с 18 норковыми и енотовыми шубами. Само дело банды «оборотней в погонах» обрело в Самаре общественный резонанс, им приписывали множество убийств, совершённых в области в середине 1990-х годов.

### Убийства
В мае 2006 года Бабаев был освобождён из мест лишения свободы условно-досрочно, отбыв 9 из 13,5 лет. После выхода на свободу он как ранее судимый испытывал материальные трудности и проблемы с трудоустройством, вследствие чего за несколько месяцев у него накопилось много задолженностей. Тогда Бабаев решил возобновить отношения с 38-летней жительницей Самары Евгенией Голубевой, с которой он состоял в гражданском браке вплоть до своего ареста в 1997 году. Когда Бабаев отбывал наказание, Голубева продолжала поддерживать с ним отношения посредством переписки, несмотря на то, что вышла замуж вскоре после его осуждения. Незадолго до освобождения Бабаева новый муж Голубевой, известный предприниматель, был убит некой женщиной на почве ревности, и в наследство Голубевой перешли квартира и дорогостоящий автомобиль «Лексус-RX300». Войдя к Голубевой в доверие и вновь начав с ней сожительствовать, в конечном итоге Бабаев решил завладеть всем доставшимся ей от умершего мужа имуществом, чтобы решить свои финансовые проблемы, а саму Голубеву и её семью убить. Через несколько месяцев он предложил ей переписать генеральную доверенность на квартиру и машину на его имя, сказав, что он продаст их, добавит своих денег со своего счёта и купит большой загородный дом, куда они вместе переедут. Голубева согласилась, и 5 февраля 2007 переписала документы на Бабаева, после чего он осуществил свой план и в течение двух недель убил её и всех её родственников.
Первой жертвой стала Голубева. 18 февраля 2007 года Бабаев под обманным предлогом отвёз её в лесной массив возле деревни Николаевка Красноярского района, где задушил её верёвкой и засыпал труп землёй и снегом. По возвращении домой он сказал 16-летней дочери Голубевой Анастасии, что её мать уехала отдыхать на турбазу, и 21 февраля предложил ей отвезти её к ней. Затем Бабаев ввёл ей в вену большую дозу наркотиков и вывез в лесополосу в Сызрани, где задушил и оставил труп на обочине автотрассы. Предварительно он подбросил ей в карман презерватив и шприц, дабы создать у милиции мнение, что убитая была проституткой и наркоманкой. Следующей жертвой Бабаева стала младшая сестра Голубевой Ольга Кузнецова, которой он позвонил и предложил встретиться. Несмотря на личную неприязнь к Бабаеву и свои сомнения насчёт отъезда сестры и племянницы на турбазу, о котором соврал родственникам Голубевой Бабаев, Кузнецова согласилась и вечером 2 марта приехала к Бабаеву в его арендованный гараж на улице Алма-Атинской. В нём Бабаев совершил на Кузнецову нападение, в ходе которого надел ей на голову полиэтиленовый пакет и замотал его скотчем, после чего дождался, пока она задохнётся и временно спрятал тело в гараже. Затем Бабаев попросил своего двоюродного брата перегнать машину, на которой приехала на встречу Кузнецова, в город Пугачёв Саратовской области. Последними жертвами Бабаева стали престарелые родители Голубевой — Вера и Виктор Буяновы. 4 марта он заманил их в гараж и убил с особой жестокостью. Виктора Буянова он ударил монтировкой по голове и застрелил из охотничьего ружья «Вепрь», а Веру долго избивал кулаками, ногами и подручными предметами, а затем несколько раз выстрелил ей в грудь. Трупы Буяновых и Кузнецовой Бабаев забетонировал в смотровой яме на территории гаражного кооператива.
Затем Бабаев решил повторно уничтожить улики и следы преступлений, для чего привлёк своего сообщника Валерия Михайловича Литвинова, который в 1990-х годах состоял с Бабаевым в банде Кузнецова. В апреле Бабаев с Литвиновым вернулись на место убийства Евгении Голубевой,  обезглавили её и выбросили одежду в реку. Труп Анастасии Голубевой они спрятали в лесном массиве на границе с Ульяновской областью. От ружья и патронов, которыми были убиты Буяновы, Бабаев также избавился. Помимо этого, Бабаев обеспечил себе алиби в дни исчезновения семьи Голубевой.
15 марта 2007 года Бабаев продал квартиру Голубевой за 1 миллион 404 тысяч рублей, после чего раздал долги и начал готовиться к своему отъезду в другой регион, где он планировал затеряться, но через два месяца был арестован.

### Арест, следствие и суд
6 марта 2007 года муж убитой Ольги Кузнецовой подал заявление в милицию о её пропаже. Тогда же выяснилось, что без вести пропала и её старшая сестра Евгения Голубева, её дочь Анастасия и родители Голубевых Буяновы. Муж Голубевой Бабаев сразу попал в поле зрение следователей и был вызван на допрос, в ходе которого он категорически отрицал свою причастность к их исчезновению и был отпущен, благодаря чему Бабаев успел продать квартиру Голубевой и вместе с Литвиновым перепрятать трупы, но вскоре он был вновь задержан. На втором допросе Бабаев рассказал свою версию происходящего. С его слов, чтобы открыть салон красоты Голубева взяла крупный долг у местного криминального авторитета Наиля, но не смогла вернуть его в срок, и в адрес её семьи стали поступать угрозы со стороны бандитов. Тогда Голубева, её дочь, сестра и родители решили временно скрыться в Саратовской области. Эту версию подтверждал найденный в Пугачёве брошенный автомобиль Кузнецовой. Сам Бабаев якобы не обращался в милицию из-за страха. Но в ходе проверки его показаний удалось установить, что в преступном мире Самары человека с прозвищем «Наиль» не существует. Бабаев заявлял, что Голубева жива, и показывал следователю новые сообщения от неё, которые он сам отправлял с её телефона на свой номер. С помощью биллинга удалось установить, что в момент отправления этих смс телефон Бабаева находился рядом, и он отправлял их себе сам. В тоже время обыск в гараже Бабаева дал результат, и закатанные в цемент трупы Кузнецовой и Буяновых были обнаружены, а через несколько дней в Самарской области нашли и трупы Евгении и Анастасии Голубевых. Таким образом Бабаев был разоблачён, но на протяжении всех последующих следственных действий свою вину он так и не признал. В конечном итоге ему были предъявлены обвинения по ст. 159 ч. 4 (мошенничество в особо крупном размере), ст. 105 ч. 2 п.п "а", "з" (убийство двух и более лиц из корыстных побуждений), ст. 226 (хищение оружия), ст. 222 (хранение огнестрельного оружия и боеприпасов), ст. 325 (похищение документов), ст. 158 ч. 2 п. "в" (кража с причинением значительного вреда гражданину), ст. 166 (угон). Литвинову инкриминировалась ст. 316 (укрывательство преступлений). 6 февраля 2009 года Самарский областной суд признал Бабаева виновным по всем пунктам обвинение и назначил уголовное наказание в виде пожизненного лишения свободы. Литвинов был приговорён к 1,5 годам. 14 мая Верховный суд РФ оставил пожизненный приговор Бабаеву без изменения, однако освободил Литвинова от уголовной ответственности с связи с истечением срока давности.

### В заключении
Для отбытия наказания Бабаев был этапирован в исправительную колонию особого режима «Полярная сова» в посёлке Харп Ямало-Ненецкого автономного округа. Впоследствии неоднократно пытался обжаловать пожизненный приговор. По состоянию на ноябрь 2024 года был жив. В заключении подавал иск против АО «Почта России», который был удовлетворён частично.

## В массовой культуре
- Документальный фильм «Абонент мёртв» из цикла «Криминальные хроники» (2012)
- Документальный фильм «Обаятельный убийца» из цикла «По следу монстра» (2021)